# Le Croisic
Le Croisic (bretonsko Ar Groazig) je obmorsko naselje in občina v francoskem departmaju Loire-Atlantique regije Loire. Leta 2012 je naselje imelo 4.040 prebivalcev.

## Geografija
Kraj leži v pokrajini Bretaniji na istoimenskem polotoku ob Atlantskem oceanu, 30 km zahodno od Saint-Nazaira. Severno od kraja se nahajajo soline Guérande.

## Uprava
Občina Le Croisic skupaj s sosednjimi občinami Batz-sur-Mer, La Baule-Escoublac, Le Pouliguen, Pornichet in Saint-André-des-Eaux sestavlja kanton Baule-Escoublac; slednji se nahaja v okrožju Saint-Nazaire.

## Zanimivosti
- Žalostna Mati Božja
- Hotel d’Aiguillon
- Kapela Križanega
- Manoir de Pen Castel

- cerkev Žalostne Matere Božje iz 15. in 16. stoletja, francoski zgodovinski spomenik od leta 1906,
- kapela Križanega, zgrajena v 15. oz. 16. stoletju v gotskem slogu, zgodovinski spomenik od leta 1952,
- kapela sv. Goustana iz 15. stoletja, obnovljena konec 19. stoletja, zgodovinski spomenik od leta 1952,
- Hotel d’Aiguillon iz druge polovice 17. stoletja,
- svetilnik Tréhic, postavljen v letih 1869-72,
- dvorec Manoir de Kervaudu iz konca 15. stoletja, zgodovinski spomenik od leta 1921,
- dvorec Pen Castel iz 18. in 19. stoletja, prvotno del obalne baterije, kasneje dom francoskega fizika, nobelovega nagrajenca Henrija Becquerela (1852-1908),
- Ozeanium, ustanovljen leta 1992, na površini 1700 m² je razstavljeno preko 600 vrst morskih živali,
- mlin na veter Moulin de Bauvran iz 16. stoletja, danes obalna razgledna točka,
- naravni park Penn-Avel.

## Pobratena mesta
- Laufenburg (Baden-Württemberg, Nemčija;